# Poate că da, poate că nu
Poate că da, poate că nu (în italiană Forse che sì forse che no) este un roman Gabriele d’Annunzio publicat în 1910. La fel ca toate romanele lui D'Annunzio, Poate că da, poate că nu este, într-o anumită măsură, un ecou al uneia dintre experiențele proprii ale lui d'Annunzio. În special, acest roman este un ecou al verii lui D'Annunzio de „frenezie erotică cu Donatella [Cross]”. D'Annunzio plănuia inițial să numească romanul Vertij.[2] Ulterior a încercat să schimbe chiar Forse che sì forse che no, pentru că i-au făcut observația că ritmul se potrivea cu cântecul popular napoletan Funiculì, Funiculà. Este considerat „ultimul mare roman d'annunzian”.

## Rezumat
Romanul este plasat în lumea aviației care înflorea la acea vreme; descrie dezvoltarea pasiunilor care leagă și dezbină cinci personaje burgheze, care sunt destinate în mod fatal să lase o „dâră” de durere și moarte.
Povestea se învârte în jurul nașterii unei relații de dragoste violente între Paolo Tarsis și Isabella Inghirami. În fundal, se întrepătrund poveștile Vaninei și Lunellei, surorile Isabelei, și a lui Aldo, fratele celor trei.
Descoperirea dureroasă a poveștii de dragoste dintre Paolo și Isabella de către Aldo și Vanina provoacă o cădere abruptă spre tendințe sinucigașe: Aldo și Vanina încearcă împreună să se sinucidă aplecându-se de pe un zid prăbușit. Vanina este de fapt îndrăgostită de Paolo, dar Isabella, deși conștientă de această iubire, își continuă relația cu Paolo. La început, motivațiile lui Aldo nu sunt înțelese, apoi, spre finalul romanului, reiese că acesta întreține relații sexuale cu sora sa, Isabella.
Vanina se duce la Paolo pentru a-i dezvălui relația dintre fratele ei și sora ei mai mare. Paolo, furios, așteaptă sosirea Isabelei, ocazie cu care își descarcă furia, bătând-o și insultând-o, în timp ce sora sa Vanina se întoarce acasă și se sinucide.
Din acest moment începe criza progresivă a Isabelei, un personaj până atunci foarte sigur și hotărât, care duce la o nebunie de neoprit, până în punctul în care tatăl și mama vitregă a Isabelei sunt nevoiți să o interneze într-o instituție, fără ca Paolo să poată găsi o soluție alternativă.
Poveștile de dragoste se împletesc cu două curse aeriene, în prima dintre ele Giulio, un prieten al lui Paolo, își pierde viața, în timp ce protagonistul iese victorios. Romanul se încheie cu aterizarea lui Paolo în Sardinia.

## Traduceri în limba română
- 2008 – Poate că da, poate că nu, Ed. Art, traducere Oana Grădinaru, 352 pagini, ISBN 978-973-124-194-4[6]